# حیدرآباد (کوهپایه)
حیدرآباد روستایی در دهستان جبل بخش کوهپایه شهرستان اصفهان استان اصفهان ایران است.

## جمعیت
بر پایه سرشماری عمومی نفوس و مسکن در سال ۱۳۹۵ جمعیت این روستا ۲۱ نفر (۷ خانوار) بوده‌است.